# Diversidad sexual en Mozambique
Las personas del colectivo LGBT en Mozambique se enfrentan a ciertos desafíos legales y sociales no experimentados por otros residentes. Las relaciones sexuales consensuales entre personas del mismo sexo fueron despenalizadas en junio de 2015, cuando entró en vigor un nuevo código penal. En Mozambique esta prohibida actualmente la discriminación en el empleo por motivos de la orientación sexual.

## Legislación y derechos

### Despenalización de la homosexualidad
El nuevo código penal de Mozambique aprobado en diciembre de 2014 elimina los párrafos del antiguo código penal (que databa de 1886 y fue heredado de la dominación portuguesa) que establecía que los "actos contra natura" estaban penalizados, aunque no se mencionaba explícitamente las relaciones sexuales entre personas del mismo sexo, por lo que su interpretación se mantenía ambigua. 
Al igual que otras antiguas colonias portuguesas, Mozambique es uno de los países más tolerantes en África respecto a los derechos de las personas LGBTI.
Desde 2007 es uno de los pocos países en África (junto a Botsuana, Cabo Verde, Sudáfrica, Mauricio y Seychelles) que protege de discriminación laboral a gais, lesbianas y bisexuales. El artículo 4 de la Ley del Trabajo 23/2007 establece la "no discriminación por motivos de orientación sexual, raza o estatus de VIH-SIDA". El artículo 5 de la ley otorga a los empleados el derecho a la intimidad, en relación con "las vidas privadas y personales de los empleados, como su vida familiar, las relaciones personales, la vida sexual, estado de salud y sus convicciones políticas y religiosas". Artículo 108 de la ley establece que "todos los empleados, sean nacionales o extranjeros, sin distinción por razón de sexo, orientación sexual, [...] tienen el derecho a recibir un salario, y a disfrutar de iguales beneficios por un trabajo igual" 

## Opinión pública
Aunque no hay demasiadas investigaciones sobre el grado de aceptación que tienen las personas gais y lesbianas en Mozambique, en 2006 se difundió un estudio que daba cuenta de la visibilidad de los homosexuales en el país.
El trabajo, dirigido por la Liga Mozambiqueña de Derechos Humanos, indagó a 800 personas de las provincias de Maputo, Beira, Nampula y Quelimane y halló que el 80% de ellos afirmaba tener un amigo gay o una amiga lesbiana. Asimismo, el 96% declaró conocer, al menos, a una persona homosexual.